# Dichochrysa barkamana
Dichochrysa barkamana är en insektsart som först beskrevs av C.-k. Yang et al. 1992.  Dichochrysa barkamana ingår i släktet Dichochrysa och familjen guldögonsländor. Inga underarter finns listade i Catalogue of Life.